# Morinda brachycalyx
Morinda brachycalyx là một loài thực vật có hoa trong họ Thiến thảo. Loài này được (Bremek.) Steyerm. mô tả khoa học đầu tiên năm 1972.